# Aprostocetus purpureivarius
Aprostocetus purpureivarius är en stekelart som beskrevs av Girault 1915. Aprostocetus purpureivarius ingår i släktet Aprostocetus och familjen finglanssteklar. Inga underarter finns listade i Catalogue of Life.